# Miss Midi-Pyrénées
Miss Midi-Pyrénées est un concours de beauté annuel concernant les jeunes femmes de la région Midi-Pyrénées. Il est qualificatif pour l'élection de Miss France, retransmise en direct sur la chaîne TF1, en décembre, chaque année.
Trois Miss issues de la région Midi-Pyrénées, ont été couronnées Miss France :
- Germaine Laborde, Miss France 1929, élue sous le titre de Miss Gascogne ;
- Jeanne Juilla, Miss France 1931, élue sous le titre de Miss Garonne ;
- Chloé Mortaud, Miss France 2009, élue sous le titre de Miss Albigeois Midi-Pyrénées.

Aucune Miss portant le titre actuel (Miss Midi-Pyrénées) n'a été couronnée Miss France.

## Histoire
Avant 2005, des Miss Albigeois, Miss Toulouse, Miss Comminges, Miss Gascogne, Miss Quercy, Miss Rouergue et même Miss Midi-Pyrénées pouvaient être présentes ensemble lors de l'élection de Miss France.
En 2005, Miss Albigeois a fusionné avec Miss Toulouse (nord de la Haute-Garonne) pour former le concours Miss Albigeois Midi-Toulousain.
En 2009, Miss Albigeois Midi-Toulousain et Miss Comminges-Pyrénées fusionnent pour former le concours Miss Albigeois Midi-Pyrénées.
En 2010, à la suite de la réorganisation des comités par Endemol, désormais chargé de l'organisation des élections régionales après le départ de Geneviève de Fontenay, Miss Albigeois Midi-Pyrénées fusionne à son tour avec Miss Quercy-Rouergue (départements de l'Aveyron, du Lot et de Tarn-et-Garonne) et Miss Béarn-Gascogne (Gers et Hautes-Pyrénées) pour former un concours de Miss Midi-Pyrénées unifié.
En 2020, est créée l’association Comité Miss Midi-Pyrénées. Cette dernière a pour vocation de gérer l’ensemble des élections locales et l'élection régionale Miss Midi-Pyrénées.

## Synthèse des résultats
Note : Toutes les données ne sont pas encore connues. Seules les Miss Gascogne originaires de la région Midi-Pyrénées figurent à ce classement.
- Miss France : Chloé Mortaud (2009, Miss Albigeois-Midi-Pyrénées) ;
- 1re dauphine : Marie Borg (1996, Miss Toulouse-Midi-Pyrénées) ;
- 2e dauphine : Arlette Thuaux (1952, Miss Gascogne), Marie-Thérèse Thiel (1970, Miss Gascogne), Nadia Poullain (1983, Miss Rouergue), Laura Fasquel (2005, Miss Albigeois-Midi-Toulousain) ;
- 3e dauphine : Marie-France Parnot (1983, Miss Quercy), Carole Moretto (1993, Miss Albigeois) ;
- 4e dauphine : Violette Pena (1968, Miss Toulouse-Languedoc), Céline Cassagnes (1990), Nathalie Ample (2009, Miss Quercy-Rouergue) ;
- 5e dauphine : Leslie Borro (1988, Miss Rouergue), Émeline Laganthe (1989), Carine Bedoya (2000), Christel Leyenberger (2002, Miss Quercy-Rouergue) ;
- Top 12/Top 15 : Brigitte Herrera (1987), Christelle Rocagel (1987, Miss Rouergue) , Céline Duthil (1993, Miss Toulouse-Midi-Pyrénées), Stéphanie Kaysen (1994, Miss Toulouse-Midi-Pyrénées), Marie-Alexie Bazerque (2005, Miss Comminges-Pyrénées), Lisa Fernandez (2005, Miss Quercy-Rouergue), Eurydice Rigal (2007, Miss Albigeois Midi-Toulousain), Laura Madelain (2011), Florence Demortier (2022), Nadine Benaboud (2023), Olivia Sirena (2025)

## Élections locales qualificatives
- Miss Ariège ;
- Miss Aveyron ;
- Miss Gers ;
- Miss Haute-Garonne ;
- Miss Hautes-Pyrénées ;
- Miss Tarn ;
- Miss Tarn-et-Garonne ;
- Miss Toulouse.

## Les Miss

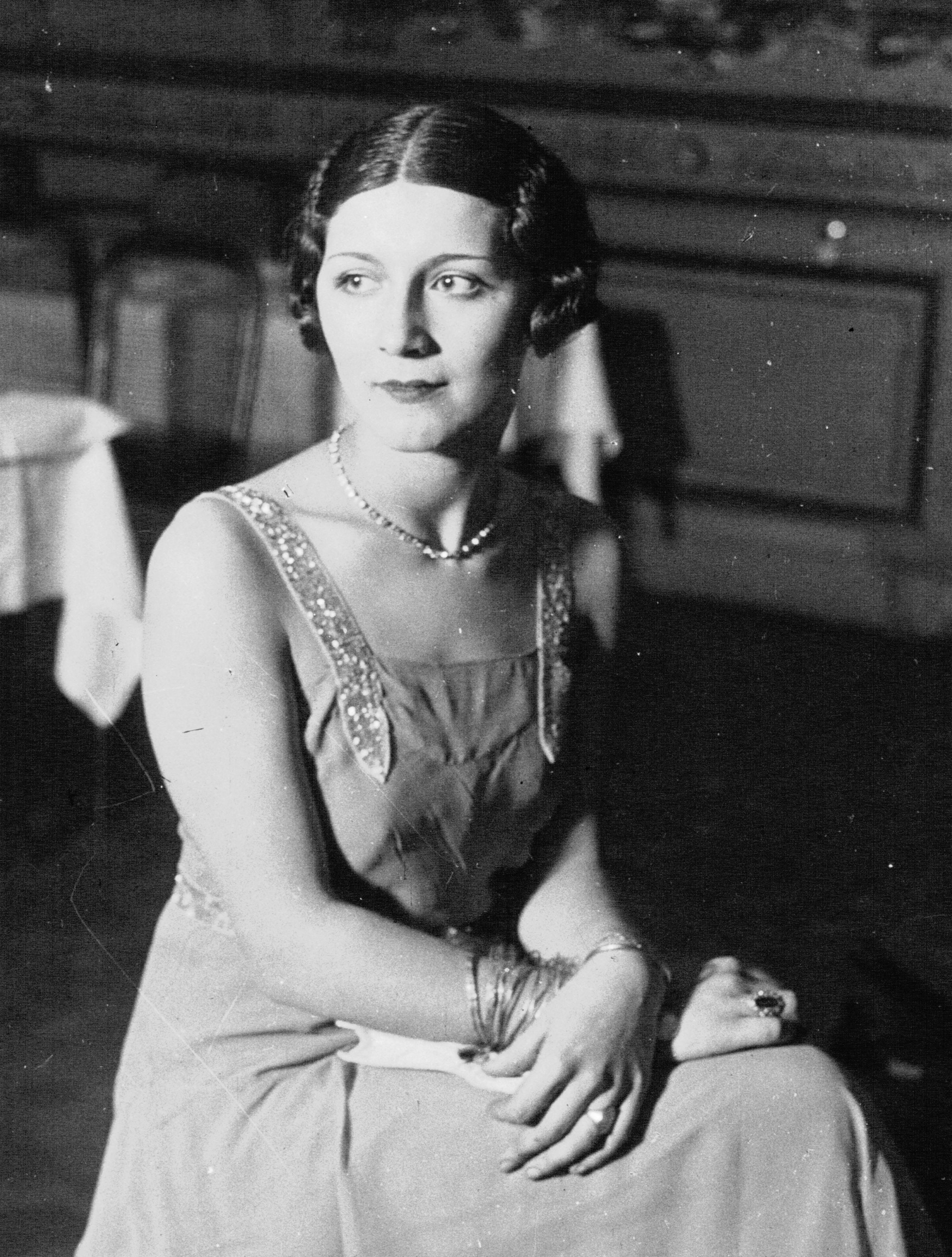
Jeanne Juilla, Miss France 1931.
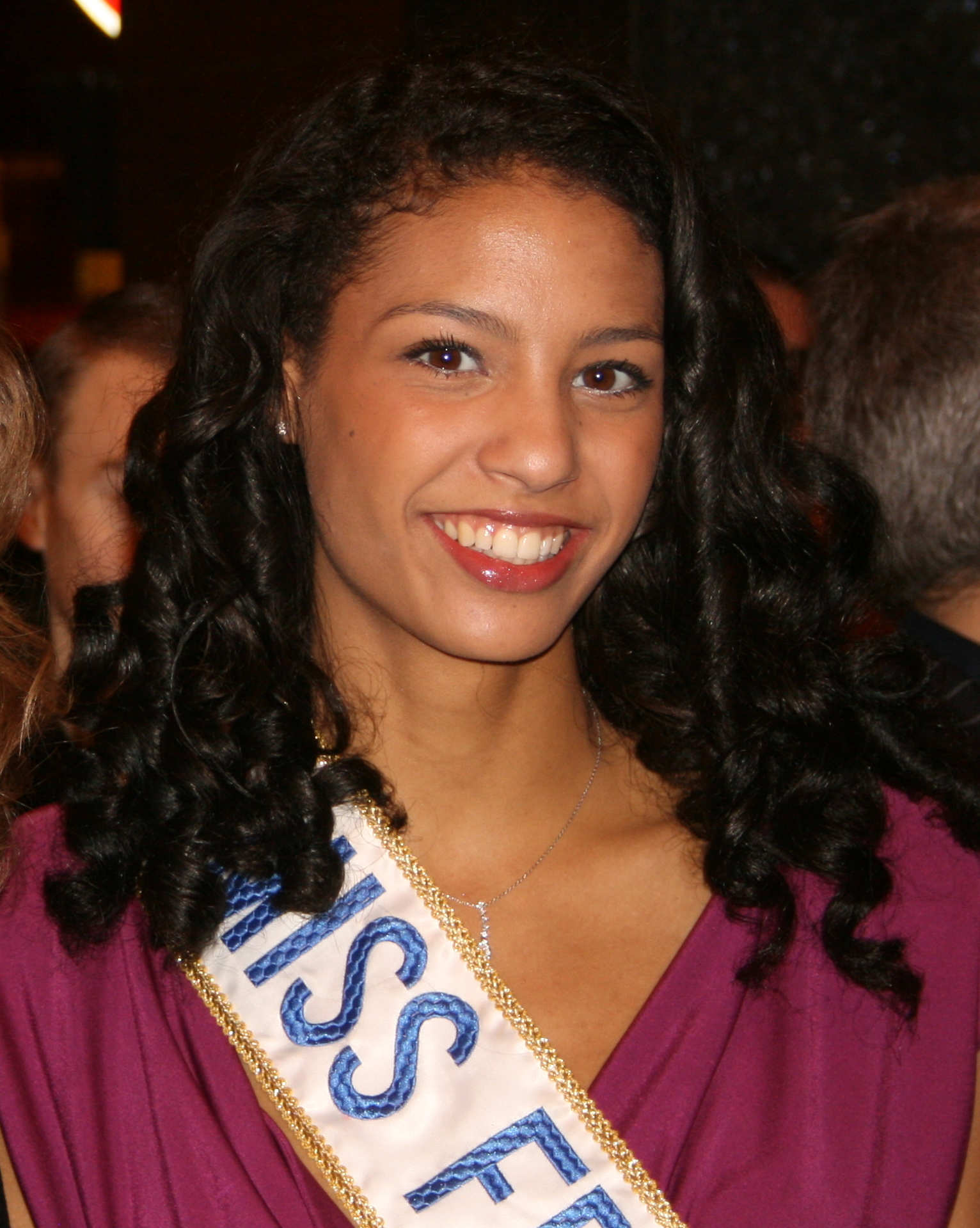
Chloé Mortaud, Miss France 2009.

Note : Toutes les données ne sont pas encore connues. Seules les Miss Gascogne originaires de la région Midi-Pyrénées figurent à ce classement.
| Année | Dénomination                   | Nom                       | Âge    | Taille | Résidence                | Classement local/régional                                                                                               | Classement à Miss France                                                            | Autres |
| ----- | ------------------------------ | ------------------------- | ------ | ------ | ------------------------ | --- | ----------------------------------------------------------------------------------- | --- |
| 1928  | Miss Gascogne                  | Germaine Laborde          |        |        | Bordeaux                 | | Miss France 1929                                                                    | |
| 1930  | Miss Garonne                   | Jeanne Juilla             |        |        | Villeneuve-sur-Lot       | | Miss France 1931                                                                    | Miss Europe 1931 |
| 1952  | Miss Gascogne                  | Arlette Thuaux            |        |        |                          | | 2e dauphine de Miss France 1952                                                     | Elle obtient 171 voix contre 270 pour Josiane Pouy (Miss Côte d'Argent, élue Miss France 1952) et 220 à Nicole Anglade (Miss Maroc). |
| 1962  | Miss Gascogne                  | Michèle Labni             |        |        |                          | |                                                                                     | |
| 1964  | Miss Comminges                 | Nicole Gutierrez          |        |        |                          | |                                                                                     | |
| 1968  | Miss Toulouse-Languedoc        | Violette Pena             |        |        |                          | | 4e dauphine de Miss France 1969                                                     | |
| 1970  | Miss Gascogne                  | Marie-Thérèse Thiel       |        |        |                          | | 2e dauphine de Miss France 1971                                                     | |
| 1970  | Miss Toulouse                  | Agnès Smetshe             |        |        |                          | |                                                                                     | |
| 1975  | Miss Toulouse                  | Catherine Bras            |        |        |                          | |                                                                                     | |
| 1976  | Miss Gascogne                  | Marie-Noëlle Dardit       |        |        |                          | |                                                                                     | |
| 1977  | Miss Rouergue                  | Nadine André              |        |        |                          | |                                                                                     | |
| 1977  | Miss Toulouse                  | Catherine Dessèvre        |        |        |                          | |                                                                                     | |
| 1978  | Miss Armagnac                  | Martine Remer             |        |        |                          | |                                                                                     | |
| 1978  | Miss Gascogne                  | Patricia Gleyze           |        |        |                          | |                                                                                     | Prix Maurice de Waleffe à l'élection de Miss France 1979                                                                             |
| 1978  | Miss Toulouse                  | Catherine Dessèvre        |        |        |                          | |                                                                                     | Précédemment Miss Toulouse 1977, à l'époque, plusieurs participations étaient admises                                                |
| 1979  | Miss Rouergue                  | Élisabeth Peret           |        |        | Estaing                  | |                                                                                     | |
| 1980  | Miss Rouergue                  | Pascale Glad              |        |        | Saint-Chély-d'Aubrac     | |                                                                                     | |
| 1981  | Miss Rouergue                  | Betty Linck               |        |        | Montpellier              | |                                                                                     | |
| 1982  | Miss Rouergue                  | Martine Moncet            |        |        | Espalion                 | |                                                                                     | |
| 1983  | Miss Rouergue                  | Nadia Poullain            | 16 ans |        | Castelnau                | | 2e dauphine de Miss France 1984                                                     | |
| 1983  | Miss Quercy                    | Marie-France Parnot       |        |        |                          | | 3e dauphine de Miss France 1984                                                     | |
| 1984  | Miss Rouergue                  | Christiane Vidal          |        |        | Castelnau                | |                                                                                     | |
| 1985  | Miss Rouergue                  | Laurence Charras          |        |        | Saint-Chély-d'Aubrac     | |                                                                                     | |
| 1985  | Miss Gascogne                  | Isabelle Monbec           |        |        |                          | |                                                                                     | |
| 1985  | Miss Quercy                    | Nathalie Villemain        |        |        | Prayssac                 | |                                                                                     | |
| 1986  | Miss Quercy                    | Christine Mommeja         |        |        |                          | |                                                                                     | |
| 1986  | Miss Rouergue                  | Valérie Espitalier        |        |        | Rodez                    | |                                                                                     | |
| 1987  | Miss Midi-Pyrénées             | Brigitte Herrera          |        |        |                          | | Figure parmi les demi-finalistes de Miss France 1998                                | |
| 1987  | Miss Rouergue                  | Christelle Rocagel        |        |        | Saint-Côme-d'Olt         | | Figure parmi les demi-finalistes de Miss France 1988                                | |
| 1987  | Miss Gascogne                  | Coralie Nogueras          |        |        |                          | |                                                                                     | |
| 1987  | Miss Quercy                    | Laurence Leporc           |        |        |                          | |                                                                                     | |
| 1988  | Miss Gascogne                  | Stéphanie Trupin          |        |        |                          | |                                                                                     | |
| 1988  | Miss Quercy                    | Géraldine Saidous         |        |        |                          | |                                                                                     | |
| 1988  | Miss Rouergue                  | Leslie Borro              | 18 ans | 1,74 m | Millau                   | | 5e dauphine de Miss France 1989                                                     | |
| 1988  | Miss Toulouse Midi-Pyrénées    | Nathalie Mihec            |        |        |                          | |                                                                                     | |
| 1989  | Miss Gascogne                  | Claudia Compeyrot         |        |        |                          | |                                                                                     | |
| 1989  | Miss Midi-Pyrénées             | Émeline Laganthe          |        |        |                          | | 5e dauphine de Miss France 1990                                                     | |
| 1989  | Miss Quercy                    | Nathalie Legras           |        |        | Figeac                   | |                                                                                     | |
| 1989  | Miss Rouergue                  | Karine Malzac             |        |        | Millau                   | |                                                                                     | |
| 1989  | Miss Toulouse                  | Martine Caudrillier       |        |        |                          | |                                                                                     | |
| 1990  | Miss Gascogne                  | Sylvie Chatel             |        |        |                          | |                                                                                     | |
| 1990  | Miss Midi-Pyrénées             | Céline Cassagnes          |        |        |                          | | 4e dauphine de Miss France 1991                                                     | Miss Model of the World 1991 |
| 1990  | Miss Quercy                    | Corinne Delpech           |        |        | Rocamadour               | |                                                                                     | |
| 1990  | Miss Rouergue                  | Chantal Lauze             |        |        | Millau                   | |                                                                                     | |
| 1990  | Miss Toulouse                  | Virginie Puertas          |        |        |                          | |                                                                                     | |
| 1991  | Miss Gascogne                  | Christine Beau            |        |        |                          | |                                                                                     | |
| 1991  | Miss Midi-Pyrénées             | Catherine Bourlier        |        |        | Villefranche-de-Rouergue | |                                                                                     | |
| 1991  | Miss Quercy                    | Florence Vidal            |        |        |                          | |                                                                                     | |
| 1991  | Miss Rouergue                  | Sarah Fortier             |        |        | Sébazac-Concourès        | |                                                                                     | |
| 1991  | Miss Toulouse                  | Karine Siegel             |        |        |                          | |                                                                                     | |
| 1992  | Miss Gascogne                  | Myriam Amouroux           |        |        |                          | |                                                                                     | |
| 1992  | Miss Midi-Pyrénées             | Stéphanie Viguier         |        |        | Villefranche-de-Rouergue | |                                                                                     | |
| 1992  | Miss Quercy                    | Catherine "Cathy" Goursat |        |        |                          | |                                                                                     | |
| 1992  | Miss Rouergue                  | Séverine Briois           |        |        | Millau                   | |                                                                                     | |
| 1993  | Miss Albigeois                 | Carole Moretto            | 18 ans |        | Albi                     | | 3e dauphine de Miss France 1994                                                     | |
| 1993  | Miss Comminges                 | Audrey Ptack              |        |        | Saint-Gaudens            | |                                                                                     | |
| 1993  | Miss Gascogne                  | Karine Mathieu            |        |        | Lavardens                | |                                                                                     | |
| 1993  | Miss Rouergue                  | Carole Cercley            |        |        | Prades-d'Aubrac          | |                                                                                     | |
| 1993  | Miss Toulouse Midi-Pyrénées    | Céline Duthil             |        |        |                          | | Figure parmi les 12 demi-finalistes à l'élection de Miss France 1994                | |
| 1994  | Miss Albigeois                 | Carole Venien             |        |        |                          | |                                                                                     | |
| 1994  | Miss Comminges                 | Marjorie Leroux           |        |        |                          | |                                                                                     | |
| 1994  | Miss Gascogne                  | Caroline Laffont          |        |        |                          | |                                                                                     | |
| 1994  | Miss Quercy                    | Alexandra Fouilhac        |        |        |                          | |                                                                                     | |
| 1994  | Miss Toulouse                  | Stéphanie Kaysen          |        |        |                          | | Figure parmi les 12 demi-finalistes à l'élection de Miss France 1995                | |
| 1995  | Miss Albigeois                 | Audrey Mas                |        |        |                          | |                                                                                     | |
| 1995  | Miss Comminges                 | Stéphanie Castex          |        |        | Bagnères-de-Luchon       | |                                                                                     | |
| 1995  | Miss Gascogne                  | Sandrine Dubouil          |        |        |                          | |                                                                                     | |
| 1995  | Miss Quercy                    | Stéphanie Hardoin         |        |        |                          | |                                                                                     | |
| 1995  | Miss Rouergue                  | Julie Perdiguès           |        |        | Capdenac                 | |                                                                                     | |
| 1995  | Miss Toulouse Midi-Pyrénées    | Ella Talaya               |        |        | Toulouse                 | |                                                                                     | |
| 1996  | Miss Albigeois                 | Elsa Mazzia               |        |        |                          | |                                                                                     | |
| 1996  | Miss Comminges                 | Carine Vincent            |        |        |                          | |                                                                                     | |
| 1996  | Miss Gascogne                  | Sabine Alves De Puga      |        |        |                          | |                                                                                     | |
| 1996  | Miss Quercy                    | Delphine Verdié           |        |        |                          | |                                                                                     | |
| 1996  | Miss Rouergue-Cévennes         | Aurore Pecrix             |        |        | Saint-Rome-de-Cernon     | Miss Grands Causses 94                                                                                                  |                                                                                     | |
| 1996  | Miss Toulouse Midi-Pyrénées    | Marie Borg                | 19 ans |        |                          | | 1re dauphine Miss France 1997,                                                      | 2e dauphine de Miss International 1997                                                                                               |
| 1997  | Miss Albigeois                 | Aurélie Bernard           | 19 ans | 1,76 m |                          | |                                                                                     | |
| 1997  | Miss Comminges                 | Valérie Danoravo          | 23 ans | 1,71 m | Saint-Gaudens            | |                                                                                     | |
| 1997  | Miss Midi-Pyrénées-Toulouse    | Amandine Mallen           | 19 ans | 1,73 m |                          | |                                                                                     | |
| 1997  | Miss Quercy                    | Virginie Soulignac        | 19 ans | 1,75 m |                          | |                                                                                     | |
| 1998  | Miss Albigeois                 | Virginie Figueiredo       | 18 ans | 1,74 m | Andillac                 | |                                                                                     | |
| 1998  | Miss Comminges                 | Roxane Delbes             | 21 ans | 1,78 m | Montréjeau               | |                                                                                     | |
| 1998  | Miss Midi-Pyrénées-Toulouse    | Linda Vogel               | 19 ans | 1,76 m | Toulouse                 | |                                                                                     | |
| 1998  | Miss Quercy                    | Magalie Menet             | 20 ans | 1,71 m | Vayrac                   | |                                                                                     | |
| 1999  | Miss Albigeois                 | Karine Lherm              | 19 ans | 1,71 m | Cestayrols               | |                                                                                     | |
| 1999  | Miss Comminges                 | Lucie Portet              | 19 ans | 1,84 m | Lavelanet-de-Comminges   | Miss Cazères 1996 Miss Aurignac 1996 Miss Comminges junior 1996                                                         |                                                                                     | |
| 1999  | Miss Midi-Pyrénées-Toulouse    | Sophie de Sousa           | 18 ans | 1,77 m | Tournefeuille            | |                                                                                     | |
| 2000  | Miss Albigeois                 | Émilie Alberge            |        |        | Saint-Juéry              | 2e dauphine de Miss Albigeois 1999                                                                                      |                                                                                     | |
| 2000  | Miss Comminges                 | Lætitia Arnauné           |        |        | Barbazan                 | |                                                                                     | |
| 2000  | Miss Midi-Pyrénées             | Carine Bedoya             |        |        | L'Union                  | | 5e dauphine de Miss France 2001                                                     | |
| 2001  | Miss Albigeois                 | Nadia Guerraoui           | 21 ans | 1,75 m | Aiguefonde               | 1re dauphine de Miss Albigeois 2000                                                                                     |                                                                                     | |
| 2001  | Miss Comminges                 | Candice Jalran            | 20 ans | 1,75 m | Saint-Gaudens            | |                                                                                     | |
| 2001  | Miss Midi-Pyrénées             | Nadia Gillet              | 21 ans | 1,72 m | Colomiers                | |                                                                                     | |
| 2001  | Miss Quercy-Rouergue           | Frédérique Bourdié        | 20 ans | 1,71 m | Decazeville              | Miss Pays des Causses 2001                                                                                              |                                                                                     | |
| 2002  | Miss Albigeois                 | Emlyne Bounay             | 18 ans | 1,76 m | Verfeil                  | |                                                                                     | |
| 2002  | Miss Comminges                 | Mandy Garcia              | 20 ans |        | Rieumes                  | Miss du Muretain 2002                                                                                                   |                                                                                     | |
| 2002  | Miss Gascogne                  | Dorothée Jouhaud          | 20 ans | 1,75 m | Condom                   | Miss Armagnac 2002 |                                                                                     | |
| 2002  | Miss Midi-Pyrénées             | Cécile Monteil            | 19 ans | 1,76 m | Castanet-Tolosan         | |                                                                                     | |
| 2002  | Miss Quercy-Rouergue           | Christel Leyenberger      | 22 ans |        | Luc-la-Primaube          | Miss Pays des Causses 2002                                                                                              | 5e dauphine Miss France 2003                                                        | |
| 2003  | Miss Albigeois Midi-Toulousain | Stéphanie Baldacchino     |        |        | Toulouse                 | |                                                                                     | |
| 2003  | Miss Bigorre-Béarn             | Marianne Laher            |        |        | Tarbes                   | |                                                                                     | |
| 2003  | Miss Comminges-Pyrénées        | Aurélie Savard            |        |        | Saint-Gaudens            | |                                                                                     | |
| 2003  | Miss Quercy-Rouergue           | Nathalie Forcade          |        |        | Lunan                    | |                                                                                     | |
| 2004  | Miss Albigeois Midi-Toulousain | Aurélie Blazy             | 21 ans | 1,80 m | Vèbre                    | |                                                                                     | |
| 2004  | Miss Bigorre-Béarn             | Myriam Barre              | 18 ans | 1,72 m | Tarbes                   | |                                                                                     | |
| 2004  | Miss Comminges Pyrénées        | Alexia Cardoso            | 19 ans | 1,72 m | Miramont-de-Comminges    | |                                                                                     | |
| 2004  | Miss Gascogne                  | Audrey Manzoni            | 19 ans | 1,72 m | Pardailhan               | |                                                                                     | |
| 2004  | Miss Quercy-Rouergue           | Émilie Rouquié            | 21 ans | 1,78 m | Gourdon                  | |                                                                                     | |
| 2005  | Miss Albigeois Midi-Toulousain | Laura Fasquel             | 19 ans | 1,74 m | Lapeyrouse-Fossat        | | 2e dauphine de Miss France 2006                                                     | Représentante de la France à Miss Monde 2006                                                                                         |
| 2005  | Miss Comminges Pyrénées        | Marie-Alexie Bazerque     | 20 ans | 1,76 m | Seich                    | | Figure parmi les 12 demi-finalistes à l'élection de Miss France 2006                | |
| 2005  | Miss Quercy-Rouergue           | Lisa Fernandez            | 18 ans | 1,79 m | L'Honor-de-Cos           | | Figure parmi les 12 demi-finalistes à l'élection de Miss France 2006                | |
| 2006  | Miss Albigeois Midi-Toulousain | Ellyn Bermejo             | 22 ans | 1,77 m | Montans                  | |                                                                                     | |
| 2006  | Miss Comminges Pyrénées        | Aurélia Gasc              | 21 ans | 1,74 m | Bonrepos-sur-Aussonnelle | |                                                                                     | |
| 2006  | Miss Gascogne                  | Céline Fueyo              | 22 ans | 1,75 m | Auch                     | |                                                                                     | |
| 2006  | Miss Quercy-Rouergue           | Laurie Lastra             | 19 ans | 1,73 m | Montauban                | |                                                                                     | Prix de la beauté Air Mauritius à l'élection de Miss France 2007                                                                     |
| 2007  | Miss Albigeois Midi-Toulousain | Eurydice Rigal            | 20 ans | 1,80 m | Saint-Lieux-lès-Lavaur   | | Figure parmi les 12 demi-finalistes à l'élection de Miss France 2008 et termine 10e | 6e dauphine de Miss Model of the World 2010                                                                                          |
| 2007  | Miss Comminges Pyrénées        | Sandra Laporte            | 19 ans | 1,74 m | Labarthe-Rivière         | |                                                                                     | |
| 2007  | Miss Quercy-Rouergue           | Kelly Remus               | 20 ans | 1,77 m | Millau                   | |                                                                                     | |
| 2008  | Miss Quercy-Rouergue           | Sophie Lopez              | 18 ans | 1,75 m | Figeac                   | Miss Pays de Figeac 2008                                                                                                |                                                                                     | |
| 2008  | Miss Albigeois Midi-Pyrénées   | Chloé Mortaud             | 19 ans | 1,80 m | Bénac                    | | Miss France 2009                                                                    | 3e dauphine de Miss Monde 2009, 5e dauphine de Miss Univers 2009                                                                     |
| 2009  | Miss Albigeois Midi-Pyrénées   | Laura Faroult             | 21 ans | 1,73 m | Lavelanet                | Miss Ariège 2009 |                                                                                     | |
| 2009  | Miss Quercy-Rouergue           | Nathalie Ample            | 19 ans | 1,79 m | Labastide-Saint-Pierre   | | 4e dauphine de Miss France 2010                                                     | |
| 2010  | Miss Midi-Pyrénées             | Alison Martin             | 24 ans | 1,73 m | Tournefeuille            | Miss Toulouse 2009 ; 1re dauphine de Miss Haute-Garonne 2010                                                            |                                                                                     | Prix du sourire de la ville de Caen à l'élection de Miss France 2011                                                                 |
| 2011  | Miss Midi-Pyrénées             | Laura Madelain            | 18 ans | 1,77 m | Saint-Jean-Mirabel       | Miss Pays du Célé 2011                                                                                                  | Figure parmi les 12 demi-finalistes à l'élection de Miss France 2012 et termine 12e | |
| 2012  | Miss Midi-Pyrénées             | Célia Guermoudj           | 22 ans | 1,70 m | Toulouse                 | Miss Haute-Garonne 2012                                                                                                 |                                                                                     | |
| 2013  | Miss Midi-Pyrénées             | Audrey Bernès             | 20 ans | 1,81 m | Jegun                    | Miss Gers 2012, 3e dauphine de Miss Midi-Pyrénées 2012, Miss Toulouse 2013                                              |                                                                                     | |
| 2014  | Miss Midi-Pyrénées             | Laura Pelos               | 24 ans | 1,80 m | Urdens                   | Miss Gers 2014 |                                                                                     | |
| 2015  | Miss Midi-Pyrénées             | Emily Segouffin           | 24 ans | 1,73 m | Chélan                   | 1re dauphine de Miss Gers 2014, Miss Auch 2015                                                                          |                                                                                     | |
| 2016  | Miss Midi-Pyrénées             | Virginie Guillin          | 23 ans | 1,78 m | Lavelanet                | Miss Poussan 2010, Miss Lattes 2011, Miss Grande-Motte 2013, 4e dauphine de Miss Languedoc 2014, Miss Pays d'Olmes 2016 |                                                                                     | |
| 2017  | Miss Midi-Pyrénées             | Anaïs Dufillo-Medellel    | 19 ans | 1,70 m | Auch                     | 1re dauphine de Miss Gers 2016, Miss Gers 2017                                                                          |                                                                                     | Prix du maillot de bain à l'élection de Miss France 2018                                                                             |
| 2018  | Miss Midi-Pyrénées             | Axelle Breil              | 20 ans | 1,80 m | Toulouse                 | Miss Toulouse 2018 |                                                                                     | 3e au test de culture générale Miss France, Prix du costume régional à l'élection de Miss France 2019                                |
| 2019  | Miss Midi-Pyrénées             | Andréa Magalhaes          | 21 ans | 1,73 m | Viozan                   | Miss Gers 2019 |                                                                                     | 3e au test de culture générale Miss France                                                                                           |
| 2020  | Miss Midi-Pyrénées             | Emma Arrebot-Natou        | 19 ans | 1,78 m | Tournefeuille            | 1re dauphine de Miss Toulouse 2019, 1re dauphine de Miss Midi-Pyrénées 2019, Miss Toulouse 2020                         |                                                                                     | |
| 2021  | Miss Midi-Pyrénées             | Hannah Friconnet          | 22 ans | 1,70 m | Labruguière              | Miss Tarn 2021 |                                                                                     | |
| 2022  | Miss Midi-Pyrénées             | Florence Demortier        | 23 ans | 1,71 m | Portet-sur-Garonne       | Miss Toulouse 2022 | Figure parmi les 15 demi-finalistes à l'élection de Miss France 2023 et termine 8e  | Prix du stylisme lors de l’élection de Miss France 2023                                                                              |
| 2023  | Miss Midi-Pyrénées             | Nadine Benaboud           | 22 ans | 1,71 m | Tarbes                   | Miss Hautes-Pyrénées 2021, 2e dauphine de Miss Midi-Pyrénées 2021, Miss Gers 2023                                       | Figure parmi les 15 demi-finalistes à l'élection de Miss France 2024 et termine 15e | |
| 2024  | Miss Midi-Pyrénées             | Olivia Sirena             | 23 ans | 1,78 m | Balma                    | 1re dauphine de Miss Toulouse 2024                                                                                      | Figure parmi les 15 demi-finalistes à l'élection de Miss France 2025 et termine 12e | |

- Jeanne Juilla,
Miss France 1931.
- Chloé Mortaud,
Miss France 2009.

## Palmarès par département depuis 2010
- Haute-Garonne : 2010, 2012, 2013, 2018, 2020, 2022, 2024 (7)
- Gers : 2014, 2015 , 2017, 2019 (4)
- Hautes-Pyrénées : 2023 (1)
- Tarn : 2021 (1)
- Ariège : 2016 (1)
- Lot : 2011 (1)
- Aveyron :
- Tarn-et-Garonne :

## Palmarès à l'élection Miss France depuis 2000
- Miss France : 2009
- 1re dauphine :
- 2e dauphine : 2006
- 3e dauphine :
- 4e dauphine : 2010
- 5e dauphine : 2001, 2003
- 6e dauphine :
- Top 12 puis 15 : 2006(x2), 2008, 2012, 2023, 2024, 2025
- Classement des régions pour les 10 dernières élections (Miss France 2015 à 2024) : 29e sur 30[Note 1].

## À retenir
- Meilleur classement de ces 10 dernières années : Florence Demortier, demi-finaliste de Miss France 2023.
- Dernier classement réalisé : Olivia Sirena, demi-finaliste de Miss France 2025.
- Dernière Miss France : Chloé Mortaud, élue Miss France 2009.

## Dans la culture populaire
Dans la chanson Sous les avalanches (nommée comme vidéo-clip de l'année aux Victoires de la musique 2007), Vincent Delerm chante à deux reprises : « T'as pas l'ventre plat d'miss Albigeois ».